# Śmiechowo
Śmiechowo (kaszb. Smiechòwò, niem. Schmechau) – od 1961 dzielnica Wejherowa. Duże osiedle domków jednorodzinnych, obecnie budowane są budynki wielorodzinne. Dzieli się na dwa osiedla: Śmiechowo – Północ i Śmiechowo – Południe, oddzielone od siebie drogą krajową nr 6 oraz torami kolejowymi. W latach 1956–1961 w granicach Redy.
W Śmiechowie znajduje się przystanek trójmiejskiej SKM – Wejherowo Śmiechowo

## Historia
Wieś szlachecka położona była w II połowie XVI wieku w powiecie puckim województwa pomorskiego. 
Dawniej samodzielna gmina jednostkowa, po I wojnie światowej w woj. pomorskim, początkowo w powiecie wejherowskim, od 1928 roku w powiecie morskim. Od 1934 w nowo utwrzonej zbiorowej gminie gmina Wejherowo, gdzie Śmiechowo utworzyło gromadę.
Po wojnie ponownie w Polsce, w woj. gdańskim. 1951 powiat morski przemianowano z powrotem na wejherowski. W związku z reformą administracyjną Polski jesienią 1954 Śmiechowo weszło w skład nowo utworzonej gromady Reda (bez niektórych parcel z obrębów katastralnych Kąpino i Śmiechowo) w tymże powiecie i województwie. Gromadę Reda zniesiono 1 stycznia 1956 w związku z nadaniem jej statusu osiedla, przez co Śmiechowo stało się integralną częścią Redy. 31 grudnia 1961 Śmiechowo wyłączono z Redy, włączając je do Wejherowa.

## Szkoły

### Śmiechowo-Północ
- Zespół Szkół nr 2 
  - Szkoła Podstawowa nr 5
  - Gimnazjum nr 4

### Śmiechowo-Południe
- Zespół Szkół nr 1
  - Szkoła Podstawowa nr 6
  - Gimnazjum nr 2

## Parafie
Na osiedlu Śmiechowo – Północ znajdują się dwa kościoły; parafia NMP Królowej Polski oraz parafia św. Karola Boromeusza.
Na Śmiechowie – Południu, przy Cmentarzu Śmiechowskim znajduje się kościół Chrystusa Pana Zmartwychwstałego, pełniący funkcję kaplicy cmentarnej. Należy on do parafii Trójcy Świętej, jednak sama dzielnica należy do  parafii św. Anny.

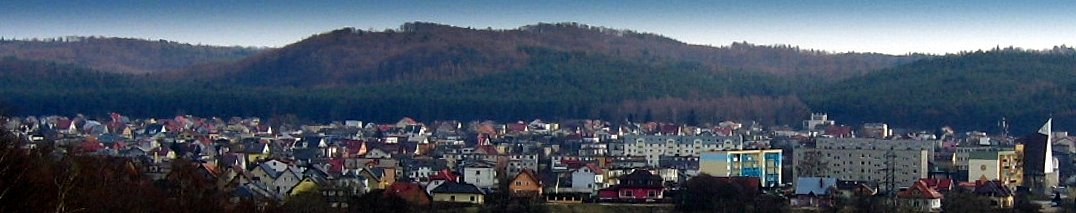
Śmiechowo – widok z północnej strony na południową część Śmiechowa. W tle Trójmiejski Park Krajobrazowy.

## Ochrona zdrowia
Od lipca 2017 w Wejherowie Śmiechowo – Północ rozpoczęła działalność pierwsza przychodnia zlokalizowana w nowym budynku przy ul. Otylii Szczukowskiej 7 .